# رئاسة فنزويلا العامة

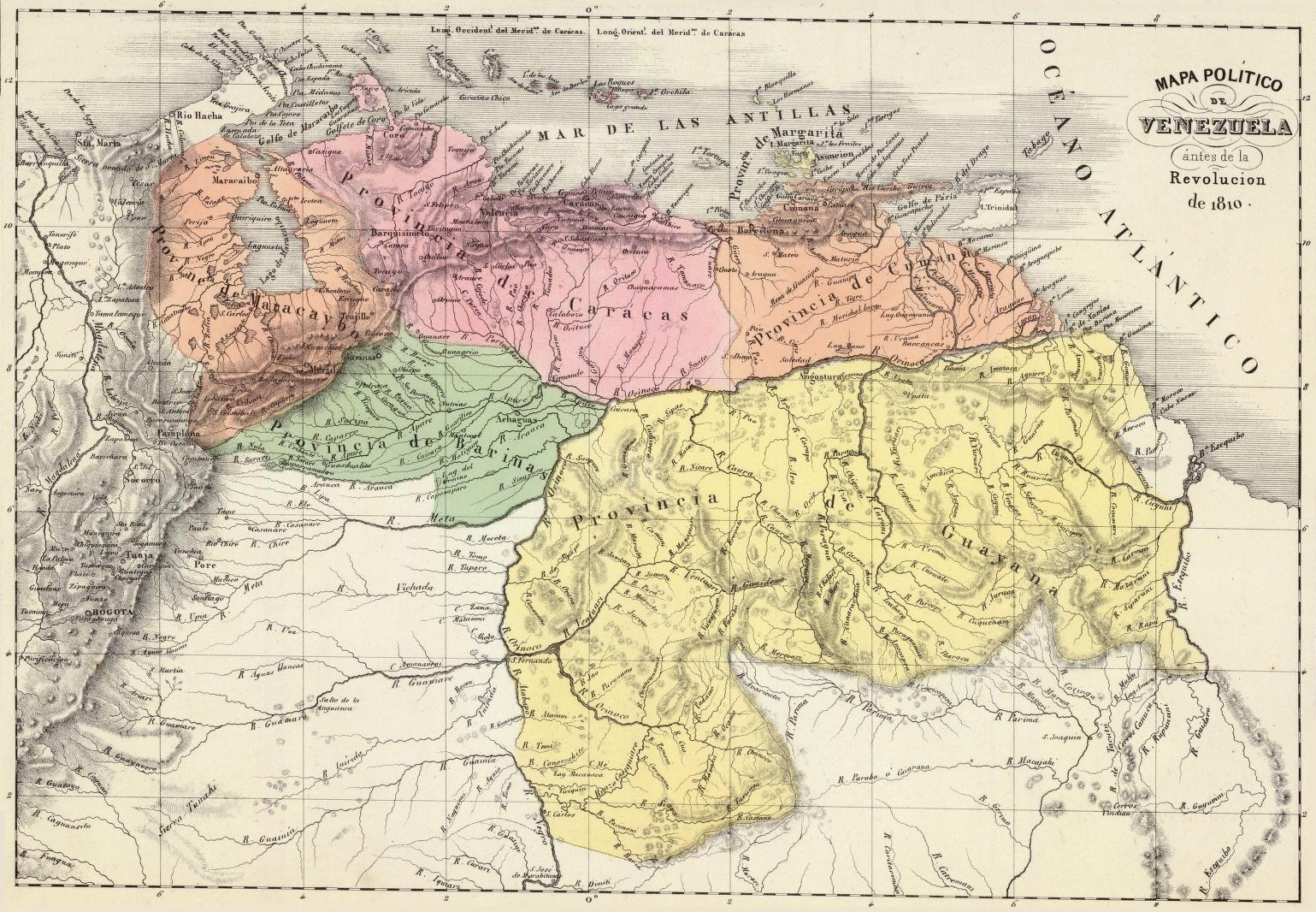

رئاسة فنزويلا العامة (بالإنجليزية: Captaincy General of Venezuela، بالإسبانية: Capitanía General de Venezuela)، المعروفة أيضًا باسم مملكة فنزويلا، كانت منطقة إدارية تابعة لإسبانيا الاستعمارية، أنشئت في 8 سبتمبر 1777، عن طريق المرسوم الملكي لعام 1777، من أجل توفير المزيد من الاستقلال في الحكم لمقاطعات فنزويلا، التي كانت في السابق ضمن صلاحية محكمة سانتو دومينغو الملكية (بالإسبانية: Real Audiencia de Santo Domingo) –وبالتالي ملكية إسبانيا الجديدة البديلة- ثم ملكية غرناطة الجديدة البديلة. شُكلت حكومة موحدة تدير الشؤون السياسية (حكم إداري) والعسكرية (رئاسة عامة - Captaincy General) والمالية (وكالة - Intendancy) والقضائية (محكمة – Audiencia). وكان إنشاؤها جزءًا من إصلاحات البوربون، ومهد الطريق لدولة فنزويلا المستقبلية، لا سيما عن طريق الربط بين مقاطعة ماراكايبو ومقاطعة كاراكاس.

## نبذة تاريخية

### المحاولات السابقة
كانت أسرة بوربون الحاكمة قد قطعت بالفعل خطوات نحو إعادة تنظيم ممتلكاتها وراء البحار، وفنزويلا على وجه التحديد. وحين أعيد تأسيس ملكية غرناطة الجديدة البديلة في عام 1739، مُنح حاكم كاراكاس ورئيسها العام سلطة عسكرية على مقاطعات ماراكايبو وكومانا وغويانا وترينيداد ومارغاريتا. وقد شهد القرن الثامن عشر فترة نمو اقتصادي ملحوظ لفنزويلا، إذ أسِست مزارع الكاكاو الواسعة على طول الوديان الساحلية، مما أدى إلى استيراد العبيد بأعداد كبيرة. حُرض نمو الاقتصاد القائم على تصدير الكاكاو من قبل شركة كاراكاس الغيبوثكوية الملكية (بالإسبانية: Real Compañía Guipuzcoana de Caracas)، التي مُنحت امتياز الاحتكار الكامل للصادرات والواردات في عام 1728. كان التبغ ثاني أكبر صادرات الشركة، فعززت استكشاف حدود فنزويلا واستيطانها من خلال مساعٍ كان أشهرها «حملة الحدود» (1750-1761) التي ترأسها «خوسيه دي إيتورياغا إي أغويري» ونجم عنها إقامة مستوطنات جديدة في مقاطعة غويانا. لم يتجلَّ هذا النمو بشكل متساوٍ، وألحق الاحتكار الضرر بصغار المزارعين الذين تابعوا بيع معظم محاصيلهم عن طريق التهريب. ثم تفجر الاستياء من الشركة مفضيًا إلى ثورة مفتوحة في عام 1749 قادها المهاجر الكناري خوان فرانسيسكو دي ليون.

### التأسيس
أنشئت الرئاسة العامة، التي لم تختلف من حيث المبدأ عن كونها ملكية بديلة جديدة سوى بالاسم، بشكل بطيء مع الزمن فعليًا عن طريق مركزة الحكم المالي والإداري والعسكري والكنسي في كاراكاس. تمثلت الخطوة الأولى في إحداث وكالة كاراكاس في عام 1776 على يد خوسيه دي غالفيز وزير الأراضي الهندية (كانت تسمية الهند الغربية تطلق على مجموع الأراضي الأمريكية التي وصل إليها المستكشفون الإسبان)، وغطت الوكالة الجديدة (اسمها بالإسبانية: superintendencia de ejército y real hacienda) مقاطعات فنزويلا (كاراكاس) وكومانا (تسمى أحيانًا الأندلس الجديدة) وغويانا وماراكايبو وترينيداد ومارغاريتا. حتى تلك المرحلة، كان حكم كل من ماراكايبو وغويانا وترينيداد خاضعًا بشكل مباشر لإشراف محكمة بوغوتا؛ بينما كان حكم المقاطعات الثلاث الأخرى من صلاحيات محكمة سانتو دومينغو. في العام التالي أسِست حكومة رئاسة عامة مشتركة بسلطات تشمل الشؤون العسكرية والإدارية للمقاطعات آنفة الذكر نفسها، وكان الحكام الإقليميون والقادة العسكريون خاضعين لحاكم كاراكاس ورئيسها العام. وبهدف الحفاظ على انتظام الشؤون القضائية وتماثلها، نُقلت مقاطعات ماراكايبو ومارغاريتا وكومانا وغويانا وترينيداد في عام 1777 إلى صلاحية محكمة سانتو دومينغو، التي كانت تتلقى دعاوى الاستئناف من مقاطعة كاراكاس منذ عام 1742. تمت مركزة الشؤون القضائية أخيرًا في عام 1786 بإنشاء محكمة كاراكاس، التي غطت صلاحيتها المقاطعات المذكورة نفسها إضافة إلى مقاطعة باريناس الجديدة، وكانت هذه المقاطعة قد أسِست خلال الفترة الفاصلة وضمت مناطق على حدود مقاطعة ماراكايبو. تألفت المحكمة من قاضٍ قائم بالوصاية وثلاثة قضاة ومحامي تاج، وشغل الحاكم والرئيس العام منصب رئيسها.
كانت مهمتها إرساء العدالة ومراقبة عمل المسؤولين الملكيين ضمن منطقة صلاحيتها، وكانت تتواصل بشكل مباشر مع مجلس الأراضي الهندية في إسبانيا فقط. وأسِست رابطة (بالإسبانية: Consulado) في عام 1793 للإشراف على تجارة الرئاسة العامة الجديدة. كانت جميع المقاطعات، في ما يتعلق بالشؤون الدينية، خاضعة لتوجيه مطرانية كاراكاس الجديدة في عام 1803، وأنشئت أيضًا أبرشيتان جديدتان في ماردة وغويانا. كانت مناطق أبرشية ماردة الجديدة في ما سبق جزءًا من مطرانية بوغوتا، وكانت غويانا جزءًا من أبرشية بورتوريكو. وفُقدت السيطرة على مقاطعة ترينيداد لصالح البريطانيين في عام 1797.

### تشريع تأسيس الرئاسة العامة
ورد في نص المرسوم الملكي القاضي بتأسيس الرئاسة العامة:
«الملك – بالنظر إلى ما بلغني من قبل نائبي الحالي وحاكم مملكة غرناطة الجديدة ورئيسها العام وحكام مقاطعات غويانا وماراكايبو حول العوائق الناشئة في المقاطعات المشار إليها، إضافة إلى مقاطعات كومانا وجزيرتي مارغاريتا وترينيداد، بسبب بقائها موحدة على حالها تحت راية الملكية البديلة والرئاسة العامة لمملكة غرناطة الجديدة المُشار إليها، نتيجة للبعد الذي يرونه بينهم وبين عاصمتها سانتا في، ما ينجم عنه تأخير في القرارات يلحق ضررًا خطيرًا بإدارتي الملكية.
بناء على ما سبق، وبهدف تجنب هذه الأضرار وما يفوقها جسامة، التي قد تنجم عنها حالة من الغزو، وجدت القرار الأمثل في الفصل الكامل لمقاطعات كومانا وغويانا وماراكايبو وجزيرتي ترينيداد ومارغاريتا السابق ذكرها عن الملكية البديلة والرئاسة العامة لمملكة غرناطة الجديدة، وإضافتها في ما يتعلق بشؤون الحكم والشؤون العسكرية إلى رئاسة فنزويلا العامة، بنفس الطريقة التي تتبع بها من الناحية الإدارية المتعلقة بخزينتي الملكية للوكالة الجديدة التي أسِست في مقاطعة ومدينة كاراكاس، العاصمة المشار إليها. وقررت بالطريقة نفسها فصل مقاطعتي ماراكايبو وغويانا المذكورتين في الشؤون القضائية عن محكمة سانتا في، وإلحاقهما بمحكمة سانتو دومينغو القديمة، كما هو حال كومانا وجزيرتي مارغاريتا وترينيداد، كي تكون جميع هذه المناطق تحت صلاحية نفس المحكمة والرئيس العام والوكيل، فتخضع لحكم وإدارة أفضل ما يعود بمنفعة أكبر على إدارتي الملكية. ووفقًا لذلك، آمر بحجب نائب الملك والمحكمة في سانتا في وامتناعهما عن الاطلاع على الشؤون الخاصة بالمناطق آنفة الذكر التي كانت تُولى إليهما قبل الفصل المشار إليه هنا، وآمر كذلك حكام مقاطعات كومانا وغويانا وماراكايبو وجزيرتي مارغاريتا وترينيداد بإطاعة الرئيس العام لمقاطعة فنزويلا على أنه رئيسهم العام الحالي والمستقبلي، وتنفيذ الأوامر التي يوجهها إليهم ضمن إدارتي الملكية في ما يتعلق بشؤون الحكم والشؤون العسكرية، وآمر حاكمي مقاطعتي ماراكايبو وغويانا بالمثول بالطريقة نفسها للأحكام المستقبلية التي تصدرها محكمتي الملكية في سانتو دومينغو، وقبول دعاوى الاستئناف التي تقدَّم لها وفقًا للطريقة التي جرت عليها أو كان يفترض أن تجري عليها الأمور أمام محكمة سانتا في، وهذه هي مشيئتي. سُلّمت في سان إلديفونسو بتاريخ الثامن من سبتمبر 1777 – الملك. »
وكان المرسوم الملكي (بالإسبانية: Real Cédula) الصادر في 13 يونيو 1786 هو أول مرسوم قضى بتأسيس المحكمة الملكية (بالإسبانية: Real Audiencia)، إذ وصف وظائفها ووضح حدودها (وتبعته مراسيم أخرى زادت في تبيان الإدارات والأعضاء المعينين):
لقد قرر صاحب الجلالة بعد الاطلاع على كل شيء أن تظل مقاطعة ماراكايبو تابعة، على وضعها، لرئاسة كاراكاس العامة ووكالتها، مع استمرار العمل وفق ما ورد ضمن المرسوم الملكي الصادر في 15 فبراير من هذا العام والذي يتعلق بإضافة مدينة تروخيو وما يدخل في صلاحيتها إلى حكومة ماراكايبو، وإنشاء مأمورية مستقلة في مقاطعة باريناس في الوقت الحالي. وبهدف تجنب الضرر الذي قد يلحق بسكان مقاطعات ماراكايبو وكومانا وغويانا ومارغاريتا وجزيرة ترينيداد المذكورة سابقًا، بما فيها الرئاسة العامة نفسها، والمتمثل في اضطرارهم إلى اللجوء إلى رفع دعاوى الاستئناف الخاصة بشؤونهم إلى محكمة سانتو دومينغو القضائية، قرر الملك إحداث محكمة أخرى في كاراكاس، تتضمن في الوقت الحالي عميدًا قائمًا بالوصاية وثلاثة قضاة (بالإسبانية: Oidores) ومحامي تاج [أميري]، مع ترك نفس عدد الوزراء في محكمة سانتو دومينغو وتحديد منطقة نفوذها في الجزء الإسباني من تلك الجزيرة وجزيرتي كوبا وبورتوريكو، إذ سيسمي صاحب الجلالة بالتأكيد الوزراء الذين سيخدمون في إحداهما أو الأخرى.

### الاستقلال
بدأت حركة استقلال فنزويلا بتأسيس مجلس كاراكاس العسكري في عام 1810. وبعد إعلان الاستقلال الفنزويلي في 1811، اشتركت كل من مقاطعات كاراكاس وكومانا وباريناس ومارغاريتا ومقاطعات برشلونة وتروخيو وماردة التي فُصلت حديثًا في تأسيس جمهوريةٍ فنزويلية أعلنت سيادتها على المنطقة الخاضعة للرئاسة العامة. رفضت مقاطعتا ماراكايبو وغويانا، إلى جانب مدينة كورور، الجمهورية، وبعد عام من الحرب ضد مؤيدي الملكية انهارت الجمهورية الأولى. أعيد الاستيلاء على المقاطعات التي كانت قد أنشأت الجمهورية الفنزويلية على يد ربان الفرقاطة (بالإنجليزية: Frigate Captain) دومينغو دي مونتيفيردي، الذي اغتصب السلطة من الرئيس العام المعين رسميًا فيرناندو مياريس. وبسبب هذا، حوّل مجلس قادس (بالإسبانية: Cádiz Cortes) مقاطعةَ ماراكايبو إلى رئاسة عامة منفصلة وضع مياريس على رأسها، غير أنه أقر بمونتيفيردي رئيسًا عامًّا لفنزويلا الأصغر. وخلال هذه الفترة، انتخبت مقاطعة ماراكايبو نائبًا لها في المجلس هو خوسيه دومينغو روس، الذي خدم منذ 3 مارس 1812 حتى 10 مايو 1814، وتابع تمثيل المقاطعة أمام التاج بعد أن ألغى فيرناندو السابع المجلس. مع عودة فيرناندو السابع، أعيد توحيد فنزويلا في رئاسة عامة واحدة.
في عام 1812، استطاعت محكمة جديدة عيّنها المجلس أن تعود إلى كاراكاس. وتحت قيادة القائم بالوصاية دومينيكي المولد خوسيه فرانسيسكو هيريديا (والد الشاعر الكوبي خوسيه ماريا هيريديا إي هيريديا)، أظهرت المحكمة مقاومة قوية لمساعي مونتيفيردي إلى حكم الرئاسة العامة تحت القانون العرفي. وبعد مقاطعة سبّبتها إعادة إحياء الجمهورية ومساعي بابلو موريلو إلى تعطيل المحكمة مؤقتًا، استمرت المحكمة والرئاسة العامة كلتاهما بالعمل حتى عام 1821.
تثبت استقلال فنزويلا في عام 1821 بوصفها جزءًا من كولومبيا الكبرى. ونظر مؤتمر كوكوتا إلى المنطقة التي كانت تدخل تحت ملكية غرناطة الجديدة البديلة سابقًا (خلال الفترة من 1739-1777) على أنها أساس مطالبه الإقليمية، وأنشأ دولة تتكون من تقسيمات إقليمية، فتحولت فنزويلا إلى «قسم فنزويلا» وفقًا لهذا التنظيم الإقليمي الجديد. وأدى العداء الذي نما بين الفنزويليين والغرناطيين الجدد، بسبب اختلافات وصلت إلى حد التناقض في الآراء حول الكيفية التي يجب أن تُحكَم الجمهورية الجديدة بها، إلى الانهيار المحتوم لكولومبيا الكبرى في عام 1830. وبعد عام 1830، شكلت المقاطعات التي كانت تتبع لرئاسة فنزويلا العامة القديمة أرضَ جمهورية فنزويلا المستقلة الجديدة.